# Хуліо Іглесіас Сантамарія
Хуліо Іглесіас Сантамарія (ісп. Julio Iglesias Santamaría, нар. 25 березня 1944, Лос-Корралес-де-Буельна) — іспанський футболіст, що грав на позиції захисника. По завершенні ігрової кар'єри — тренер.
Виступав, зокрема, за клуб «Атлетіко».
Дворазовий чемпіон Іспанії. Володар Кубка Іспанії.

## Ігрова кар'єра
У дорослому футболі дебютував 1964 року виступами за команду «Расінг», у якій провів два сезони, взявши участь у 39 матчах чемпіонату. 
Своєю грою за цю команду привернув увагу представників тренерського штабу клубу «Атлетіко», до складу якого приєднався 1962 року. Відіграв за мадридський клуб наступні одинадцять сезонів своєї ігрової кар'єри.
Згодом з 1973 по 1976 рік грав у складі команд «Реал Бетіс» та «Алавес».
Завершив ігрову кар'єру у команді «Расінг», у складі якої вже виступав раніше. Повернувся до неї 1977 року, захищав її кольори до припинення виступів на професійному рівні у 1977 році.

## Кар'єра тренера
Розпочав тренерську кар'єру невдовзі по завершенні кар'єри гравця, 1979 року, очоливши тренерський штаб клубу «Джимнастіка». Наразі досвід тренерської роботи обмежується цим клубом.

## Титули і досягнення
- Чемпіон Іспанії (2):

«Атлетіко»: 1969-1970, 1972-1973
- Володар Кубка Іспанії (1):

«Атлетіко»: 1971-1972